# Stop! Or My Mom Will Shoot
Stop! Or My Mom Will Shoot is een Amerikaanse komediefilm uit 1992 onder regie van Roger Spottiswoode, met in de hoofdrollen Sylvester Stallone en Estelle Getty. 

## Verhaal
Rechercheur Joe Bomowski heeft een goed georganiseerd leven. Op een dag bezoekt zijn moeder hem, en dan sluipt er chaos in zijn bestaan. Joe's moeder bemoeit zich met alles, van liefde tot werk. Joe staat op het punt van nerveuze uitputting. Het echte probleem begint wanneer mevrouw Bomowski besluit het geoliede pistool van haar zoon te wassen en als compensatie voor het beschadigde wapen een gestolen machinepistool op straat koopt.

## Rolverdeling
| Acteur              | Personage                             |
| ------------------- | ------------------------------------- |
| Sylvester Stallone  | Sergeant Joseph Andrew "Joe" Bomowski |
| Estelle Getty       | Tutti Bomowski                        |
| JoBeth Williams     | Lieutenant Gwen Harper                |
| Al Fann             | Sergeant Lou                          |
| Roger Rees          | J. Parnell                            |
| Martin Ferrero      | Paulie                                |
| Gailard Sartain     | Munroe                                |
| John Wesley         | Sergeant Tony                         |
| J. Kenneth Campbell | Ross                                  |
| Ving Rhames         | Mr. Stereo                            |
| Richard Schiff      | Gun Clerk                             |
| Dennis Burkley      | Mitchell                              |